# 2-га армія (Італія)
2-га армія (Італія) — військове об'єднання (армія) у складі Збройних сил Королівства Італії під час Першої і Другої світових воєн. Формувалася у 1914 і у 1938 роках.

## Історія

### Перше формування (1914—1919)
2-га армія вперше була сформована у жовтні 1914 року на базі Генуезького армійського командування. На момент вступу Італії у Першу світову війну (травень 1915 року) в склад 2-ї армії входили 2-й, 4-й та 12-й армійський корпуси. У 1915 році армія брала участь у битвах на Ізонцо.
У травні 1916 року під час битви при Трентіно 2-га армія зазнала тяжкої поразки і була розформована. У липні того ж року сформована вдруге у складі 4-го і 8-го армійських корпусів (пізніше кількість корпусів в армії зросла до восьми). У жовтні 1917 року під час битви при Капоретто 2-га армія була повністю знищена, більша частина її вояків потрапила в полон. 1 червня 1918 року перетворена у 8-му армію.
Після війни у серпні 1919 року 8-ма армія була перетворена на командування військ у Венеції, яке існувало до грудня 1919 року.

### Друге формування (1938—1943)
Вдруге 2-га армія була сформована у червні 1938 року у Римі. У серпні 1939 року в склад армії увійшли 5-й та 11-й армійські корпуси. Після вступу Італії у Другу світову війну (10 червня 1940 року) 2-га армія була розгорнута на кордоні з Югославією, в склад армії додатково були уведені 6-й і 14-й армійські та моторизований корпуси.
У квітні 1941 року 2-га армія взяла участь у вторгненні до Югославії, війська армії взяли Любляну і Спліт. Потім 2-га армія займалася окупацією Хорватії і Боснії та Герцеговині, вела бойові дії проти югославських партизан. Після капітуляції Італії у вересні 1943 року армія була розформована, значна частина її військ приєдналася до партизан Тіто і воювала проти німців.

## Командувачі

### Перше формування
- П'єтро Фругоні[3] (травень 1915 — червень 1916)
- Сеттіміо П'ячентині (липень 1916 — червень 1917)
- Луїджі Капелло (червень-жовтень 1917)
- Лука Монтуорі (жовтень 1917)
- Луїджі Капелло (жовтень-листопад 1917)

### Друге формування
- Вітторіо Амброзіо (червень 1938 — січень 1942)
- Маріо Роатта (березень 1942 — січень 1943)
- Маріо Роботті (лютий-вересень 1943)